# Essentho
Essentho [ˈɛsn̩tuː] ist ein Ortsteil der Stadt Marsberg im Hochsauerlandkreis in Nordrhein-Westfalen. Die Gesamtfläche des Ortsteils Essentho, mit eigenem Kindergarten und bis 2011 eigener Grundschule, beträgt 1222,20 Hektar. 2023 hatte Essentho rund 1600 Einwohner.

## Geschichte
Vermutlich gab es bereits zur Zeit der Sachsen bei Essentho eine Ansiedlung von Menschen, zumal gerade in der Nähe der Eresburg, der Hauptfestung der Sachsen, bald zahlreiche Siedlungen entstanden, nicht zuletzt wegen des reichen Wasservorkommens. Bereits im 9. Jahrhundert erscheint Affneti (= Essentho) in der urkundlichen Überlieferung. Als Grundbesitzer tritt das Kloster Corvey auf, das hier seine Rechte bis zur Säkularisation im Jahre 1803 behaupten konnte.

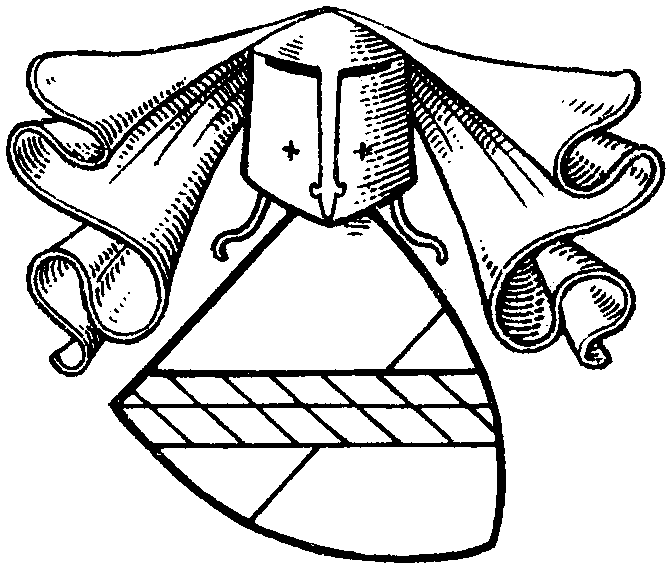
Wappen derer von Essentho

Etwa seit 1200 wird in der Geschichte ein Rittergeschlecht unter dem Namen „de Esnethe“ erwähnt. Seine Güter waren ein Lehen der Abtei Corvey. Die Essenthoer mussten Hand- und Spanndienste leisten und den Zehnten von der Ernte abliefern. Landeigentum hatten sie nicht. Ein Lehnsvertrag von 1442 sagt aus, dass Essentho die Wüstungen mit 24 Häusern überstanden hatte.
Im Gebiet von Marsberg fanden beträchtliche Hexenverfolgungen statt. 1648–1650 gerieten aus Essentho Cunne Cordes und eine weitere Person in eine Hexenverfolgung. Die Einwohner des Dorfes forderten im September 1648 wegen eines unerklärlichen Sterbens von Pferden die Obrigkeit auf, einen Hexenprozess einzuleiten, ansonsten müssten sie zur Selbstjustiz greifen. Der Ausgang des Verfahrens bleibt unbekannt.
Im Jahre 1693 übernimmt der Graf von Plettenberg zu Hovestadt das Lehen. Im Siebenjährigen Krieg von 1756 bis 1763 wurden der Gutshof und das Herrenhaus von französischen Truppen eingeäschert. 1764 schließt Graf Josef, Clement von Plettenberg einen neuen Lehnsvertrag mit Essenthoer Bürgern ab.
Essentho war seit dem Mittelalter bis 1802/03 Teil des Hochstifts Paderborn, wurde dann vorübergehend preußisch und bildete von 1807 bis 1813 eine Gemeinde im Kanton Wünnenberg des Departements der Fulda im Königreich Westphalen. 1815 wurde Essentho dauerhaft Teil Preußens und 1816 wurde die Gemeinde dem neuen Kreis Büren zugeordnet. Im Kreis Büren gehörte Essentho zum Amt Wünnenberg. Bei der Neugliederung, die am 1. Januar 1975 in Kraft trat, wurde Essentho vom Kreis Büren abgetrennt und in die Stadt Marsberg eingegliedert. Marsberg wurde dem Hochsauerlandkreis zugeordnet.

### Geschichte unter kirchlichem Aspekt

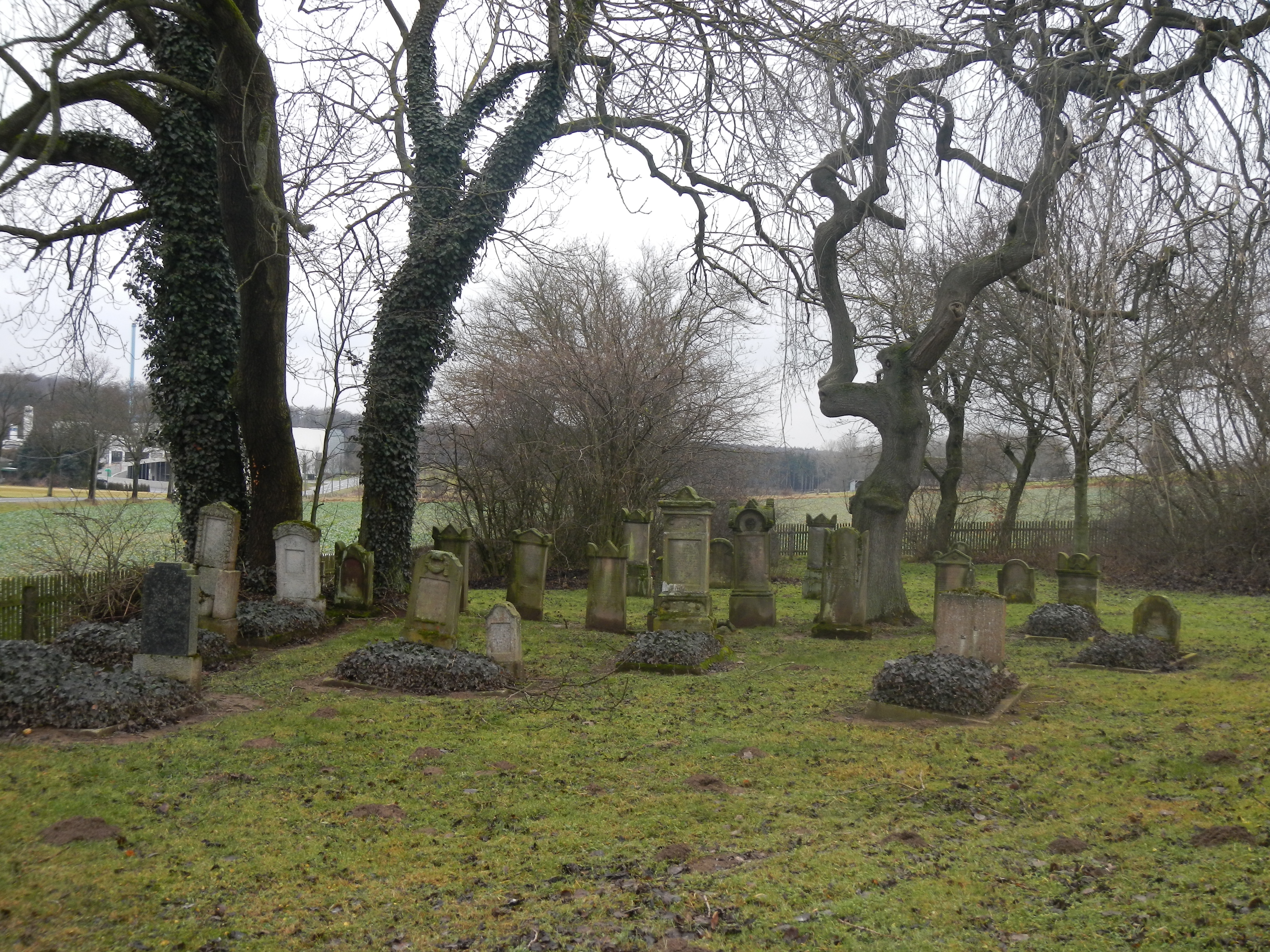
Jüdischer Friedhof in Essentho

In der Pfarrkirche wird die Filiale „Osneti“ erstmals in einer Urkunde aus dem Jahre 1043 bei der Einweihung der Magnuskirche am 27. Juli in Horhusen – jetzt Marsberg – erwähnt. Nach dieser Urkunde gehörten zur Magnuskirche auch Osneti als Filiale. Essentho war schon im Mittelalter eine eigene Pfarrei.
Im Jahre 1250 erscheint unter einer Urkunde der Name eines Pfarrers in Esente, 1344 eines Pfarrers an der Johanneskirche in Esenthe – Pfarrer Helwich –, später des Pastors von Niedermarsberg, der als Pastor von Stadtberge und Essentho unterzeichnet. Am Ende des 17. Jahrhunderts wurde in Essentho eine Kapelle zu Ehren des heiligen Antonius von Padua erbaut und am 7. April 1700, am Mittwoch vor Ostern, die erste Messe darin gefeiert.
Ab 1709 war Essentho abermals eine eigene Pfarrei. Ein geräumiges Gotteshaus wurde am 29. Juni 1748 durch den Paderborner Weihbischof Johann Christoph Franz von Crasz eingeweiht. 1847 legte man den Grundstein für ein besseres Gotteshaus. Trotz der großen Unruhen 1848 schaffte es die Gemeinde, die heutige Pfarrkirche zu erbauen und das heilige Messopfer am 30. Dezember 1848 zu feiern. Größere Renovierungen erfolgten in den Jahren 1909, 1934, 1970 und 1993.
Neben dem christlichen Friedhof verfügt Essentho auch über einen jüdischen Friedhof. Seit wenigstens Mitte der 1830er Jahre bis zum Anfang des 20. Jahrhunderts hat es in Essentho vermutlich auch eine Synagoge gegeben. Wahrscheinlich stand sie zentral in Essentho, an der Stelle, wo sich neben dem sogenannten „Judenhaus“ (der ehemaligen Gastwirtschaft Silberberg) eine Scheune befindet. Es ist anzunehmen, dass sie ebenfalls vom Brand 1892 betroffen war und anschließend nur notdürftig repariert wurde. Eine jüdische Schule gab es in Essentho vermutlich nicht.

## Politik

### Wappen
Blasonierung:„Gespalten in Rot und Silber (Weiß); vorn silbern (weiß), das chemische Zeichen für Kupfer und hinten eine grüne bewurzelte Linde; jeweils unter einer waagerechten, im vorderen Feld silbernen (weißen), im hinteren Feld grünen Ähre, deren gemeinsamer Halm über die Spaltlinie gelagert ist.“
Das Gemeindewappen wurde am 6. April 1966 durch den Innenminister des Landes Nordrhein-Westfalen genehmigt. Das Elementsymbol gilt als Hinweis auf das Kupfervorkommen in der Gegend. Bei der Linde handelt es sich um die Antoniuslinde, welche an den heiligen Antonius von Padua erinnert, zu dessen Ehren auch eine Kapelle erbaut wurde. Die Ähren deuten auf die überwiegend landwirtschaftliche Struktur des Ortes hin.

## Bauwerke
In der Liste der Baudenkmäler in Marsberg sind für Essentho drei Baudenkmale aufgeführt.

## Wirtschaft
Essentho war Jahrhunderte ganz auf Ackerbau und Viehzucht angewiesen, bis dann auch Handwerk und Bergbau zur Ernährung beitrugen. Der Arbeit im Bergbau ging man in erster Linie in Marsberg nach, wo schon seit dem Mittelalter Kupfer-Bergbau nachgewiesen wird. Zu Beginn des 20. Jahrhunderts entstand eine neue Erwerbsquelle durch die Sägewerke. In der Blüte der Jahre war aus jeder Essenthoer Familie einer bei den Sägewerken oder auch im Forst beschäftigt und bestritt somit seinen Lebensunterhalt. Auch die Landwirte erkannten bald eine Nebenerwerbsquelle und entwickelten sich zu den bekannten Holzfuhrleuten. Etwa zur gleichen Zeit lebte das Handwerk und auch der Handel in Essentho auf wie z. B. Schuhmacher, Stellmacher, Schreiner, Schmiede, Metzger und dergleichen fand man im Ort. Aber auch viele Essenthoer rückten jeden Morgen nach andernorts aus, um Beschäftigungen zur Bestreitung des Lebensunterhaltes nachzugehen. Um 1960 verließen jeden Morgen ca. 200 Pendler die Ortschaft.
Dieses sollte sich im Jahre 1961 ändern, als die Glaswerke Ritzenhoff in Essentho ihren Betrieb eröffneten. 24 Arbeitskräfte wurden eingestellt. Die Belegschaft wuchs stetig, so dass im Jahr 2000 ca. 400 Personen beschäftigt waren.

## Belgische NATO-Streitkräfte
Im Rahmen der europäischen Verteidigung suchte man im hiesigen Raum einen geeigneten Platz für eine belgische NATO-Kaserne und eine Wohnsiedlung. Die Bundesvermögensstelle wurde 1962 in der Gemeinde Essentho fündig und mit den Politikern auch einig. Bis 1968 erbaute man beide Objekte. Die Wohnsiedlung wird seit 1968 von ca. 1200 Menschen bewohnt.
1993/94 gab es größere Reduzierungen der Natoeinheiten. So zog auch Belgien das 62. Artillerie-Bataillon aus Essentho ab; mit vielen Dankesworten, einer Parade in der NATO-Kaserne, Tag der offenen Tür, einem Friedensgebet in der Dorfmitte und anschließendem Abmarsch durch die Gemeinde. Die Stationierung endete am 29. Juni 1994. Die Kaserne wurde Anfang 1999 durch einen Investor gekauft, der die Unterkunftsgebäude zu Einfamilienhäusern umbaute, Gewerbebetriebe ansiedelte. Einen großen Teil nutzt die Baptistengemeinde Lage als Freizeit- und Missionsheim. Die Wohnsiedlung wurde recht bald mit Spätaussiedlern (Russlanddeutsche) belegt.

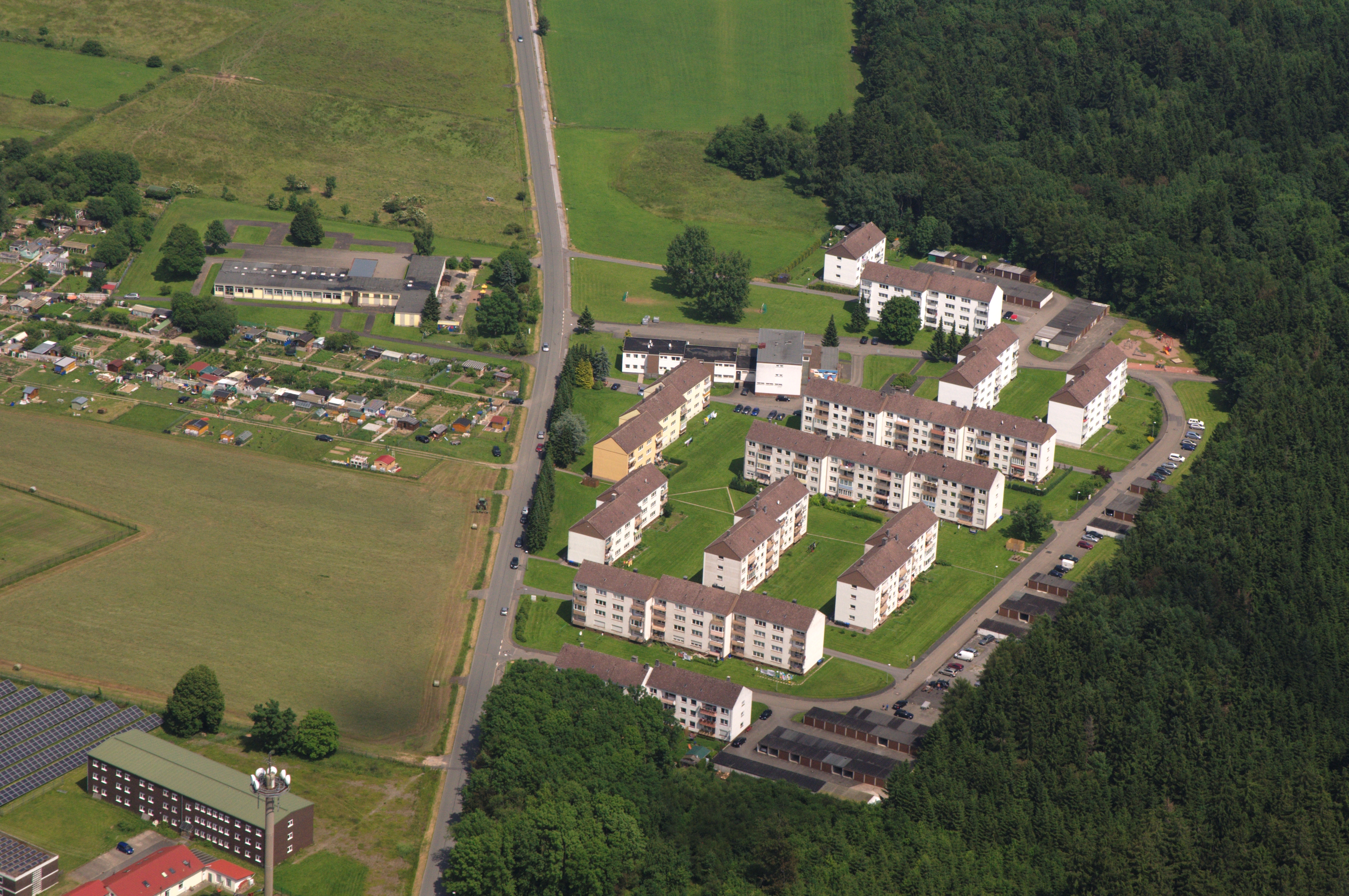
Wohnsiedlung der Belgischen Nato-Streitkräfte
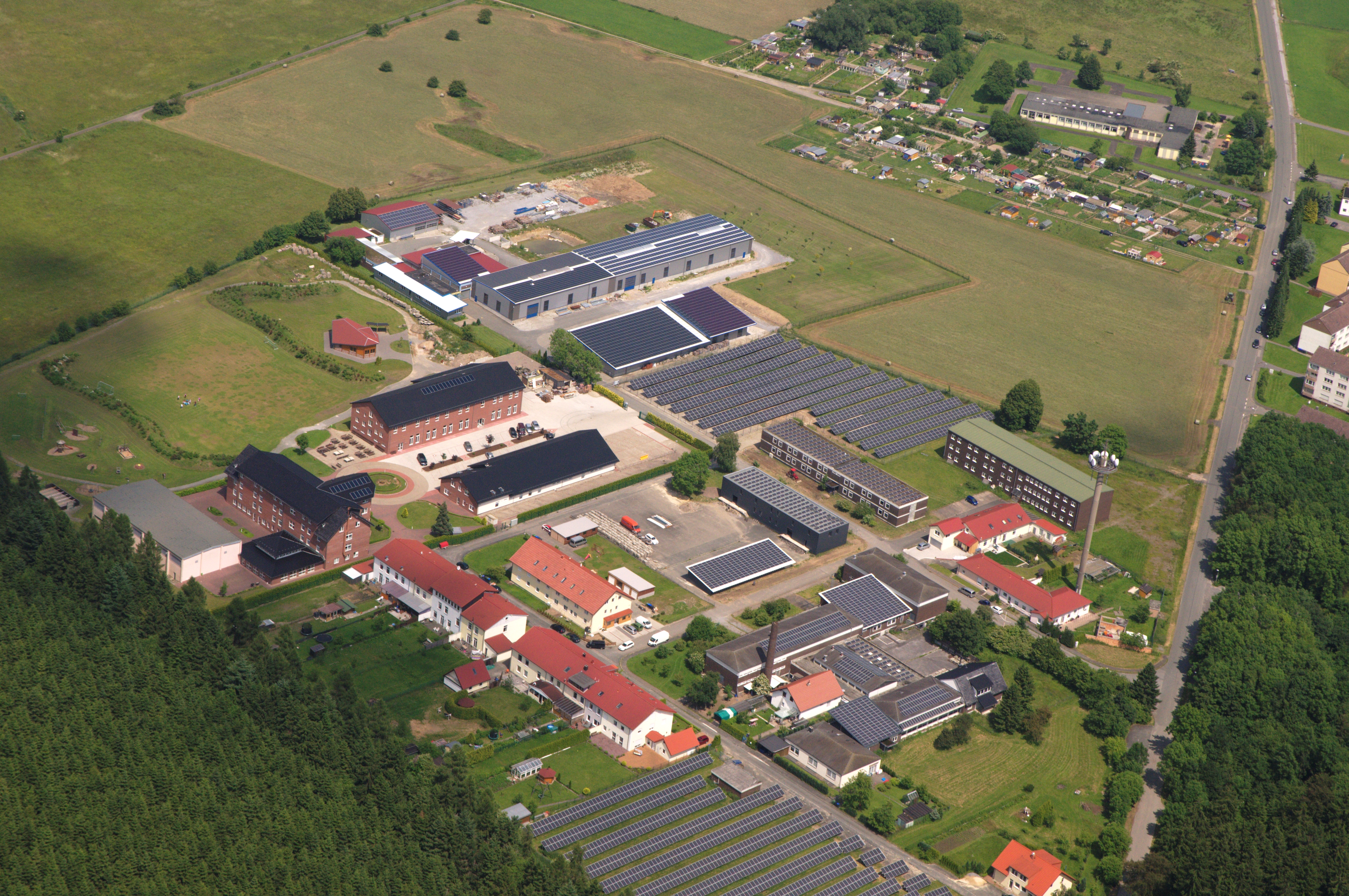
Ehemalige Kaserne
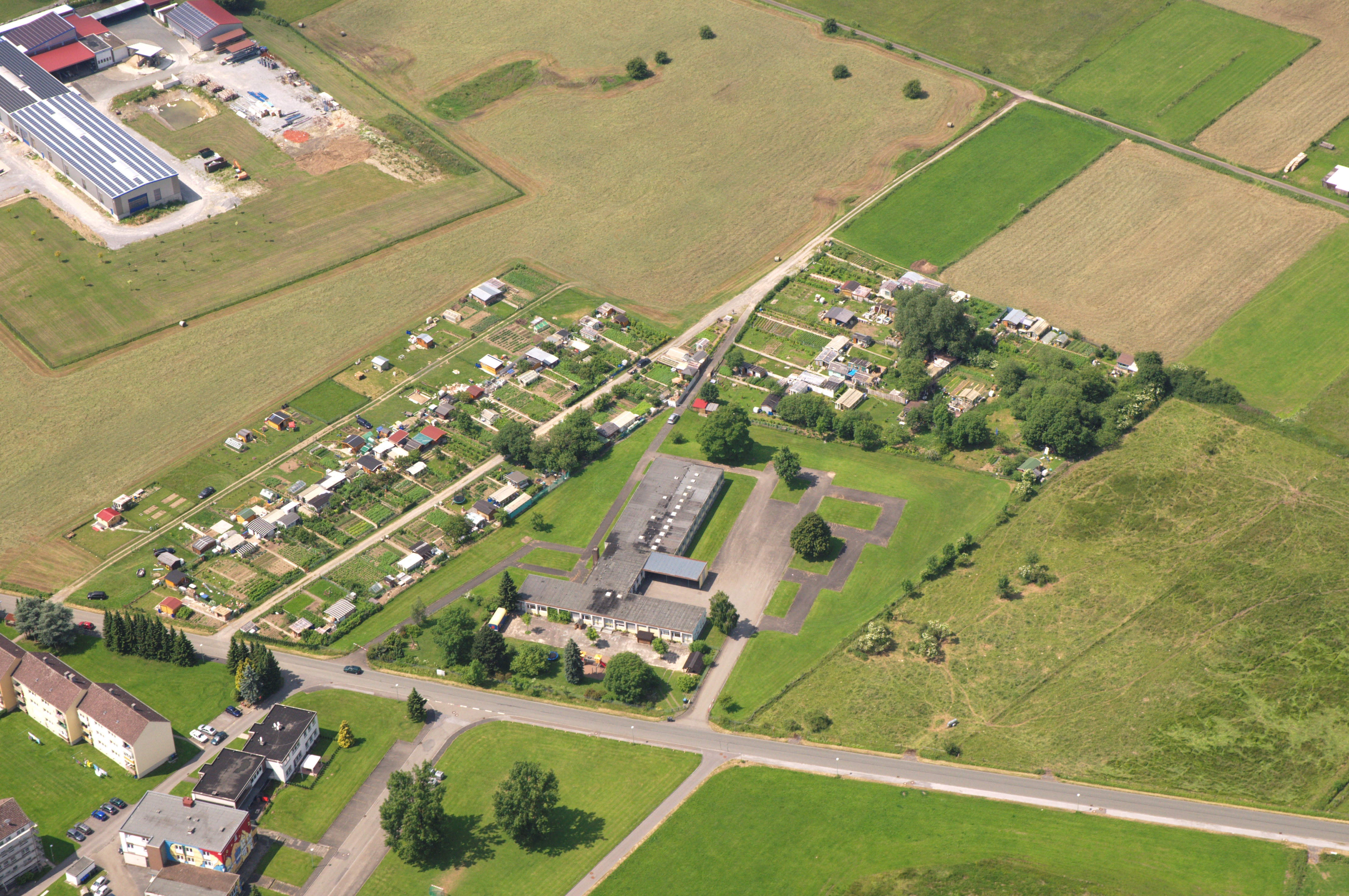
Teil der Wohnsiedlung

## Schutzgebiete am Dorf
Direkt am östlichen Dorfrand fängt das Naturschutzgebiet Niedernfeld an. Das Naturschutzgebiet Auf dem Bruch liegt westlich des Dorfes zwischen der ehemaligen Natosiedlung und Ritzenhof.